# 双辺太極拳
双辺太極拳（そうへんたいきょくけん、雙邊太極拳）は、南京中央国術館副館長だったことで知られる陳泮嶺の創始した太極拳の一派。
別名を双辺太極拳九九式、九九式太極拳、九九太極拳などとも称し、陳泮嶺からこの太極拳を教授された外門の武術家たちの門派では、南京中央国術館式太極拳、正宗太極拳などと呼称しているが、陳泮嶺の存命当時はただ単に「太極拳」とだけ称されていた。
双辺太極拳は陳泮嶺のもつ内家拳の融合思想により、陳の修得した楊少侯の楊式太極拳や呉鑑泉の太極拳（楊家からの独立前の太極拳。）をベースに、
太極拳緒派（主に陳式太極拳）を研究した成果と、陳の学んだ形意拳、八卦掌の優点が融合されて作られたと考えられている。